# Alexander Frisch
Alexander Frisch (* 12. September 1975 in Hilden) ist ein ehemaliger deutscher Basketballspieler. Er arbeitet als Richter in Berlin und ist zudem als Fernsehkommentator bei Basketballübertragungen auf Eurosport (ab 2008) und Telekom Basketball (ab 2015) und Magenta Sport tätig. Außerdem ist er seit einigen Jahren als Trainer beim TSC Spandau in Berlin tätig.

## Leben
Frisch spielte für den TuS Lichterfelde in der 2. Basketball-Bundesliga und in den Spielzeiten 1995/96 und 1996/97 mit einer Doppellizenz für den Erstligisten Alba Berlin. Damit stand er 1997 beim ersten deutschen Meistertitel im Kader von Alba, als sie den bisherigen Serien- und Rekordmeister Bayer Giants Leverkusen ablösen konnten. Zudem schaffte er mit Alba gleich das Double und gewann den Titel im Pokal, was ebenfalls den ersten Erfolg von Alba in diesem Wettbewerb darstellte. Nach einer Saison im Ruhrgebiet bei den Ruhr Devils wechselte er an den Rhein nach Rhöndorf. Mit dem Verkauf der Erstligalizenz nach Frankfurt spielte Frisch in der Saison 1999/2000 am Main und konnte mit den Skyliners den deutschen Pokal erringen. In der Folge spielte er für den MBC aus Weißenfels; im Februar 2002 trennte man sich und Frisch spielte die Spielzeit in Tübingen zu Ende. Danach war er für die BG 74 in Göttingen in der zweiten Liga aktiv. Nach gesundheitlichen Problemen beendete er seine aktive Karriere bei den Magics aus Düsseldorf in der Nähe seiner Geburtsstadt in der Saison 2003/04.
Als Kommentator von Basketballspielen ist Frisch seit 2008 beim Sender Eurosport, ab 2015 bei Telekom Basketball und später bei Magenta Sport tätig. Frisch arbeitete während seines Jurastudiums in Göttingen als Jugendtrainer und besitzt die B-Lizenz. Hauptberuflich wurde er als Rechtsanwalt, dann als Richter am Sozialgericht Berlin tätig. Beim Berliner Basketball Verband engagiert er sich als Vorstandsmitglied für Leistungssport.